# Marco Veturio Craso Cicurino
Marco Veturio Craso Cicurino  fue un político y militar romano del siglo IV a. C. perteneciente a la gens Veturia.

## Familia
Veturio fue miembro de los Veturios Crasos, una de las antiguas familias patricias de la gens Veturia.

## Tribunado consular
Obtuvo el tribunado consular en el año 399 a. C., cuando se celebró por primera vez en Roma un lectisternio. Junto con sus colegas, condujo la guerra contra los veyentes, faliscos y capenates. Fue el único patricio que ejerció el cargo aquel año.